# Serafim

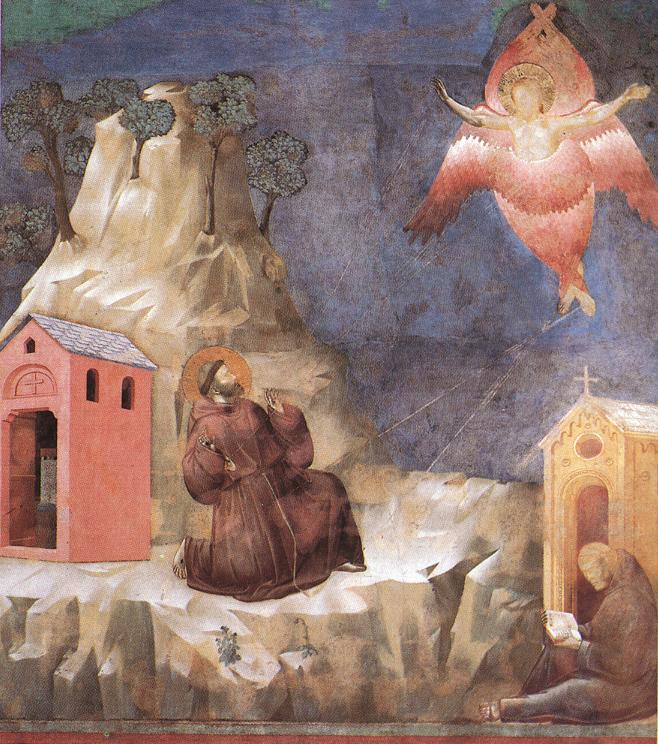
Visão de São Francisco de um serafim (afresco atribuído a Giotto)

Um Serafim é, segundo a Angelologia, um anjo de seis asas.
É comumente aceito como a primeira posição na hierarquia celestial dos anjos, os que estão mais próximos de Deus. A palavra hebraica Saraf (שרף) significa "queimar" ou "incendiar", talvez uma alusão a tradições bíblicas onde Deus é comparado a um "fogo" ou mesmo a um "fogo consumidor". A referência bíblica para "Serafim" está em Isaías 6:1-2.
Somente existem dois versículos na Bíblia falando sobre os serafins: Isaías 6. 2, 6. Os serafins são descritos da seguinte forma: “cada um tinha seis asas: com duas cobria o rosto, com duas cobria os seus pés e com duas voava”. Da mesma forma que os querubins, os serafins sempre estão ligados a glorificação da majestade e grandeza de Deus.  
Há ainda a tese de que os serafins não seriam anjos, uma vez que a palavra hebraica para anjo é "malak" (mensageiro) e da mesma forma no grego, anjo é "angelus" (mensageiro) e que estas figuras aladas apareceriam, na Bíblia, apenas em Isaías capítulo 6, onde exaltam a Deus, mas sem comunicarem mensagens ao profeta. Porém, uma leitura desse mesmo texto derruba essa tese, evidenciando a comunicação de um serafim com o profeta, quando este havia reconhecido sua impureza e temido morrer consumido, após ter a visão de Deus: "Então, um dos serafins voou para mim, trazendo na mão uma brasa viva, que tirara do altar com uma tenaz; com a brasa tocou a minha boca e disse: Eis que ela tocou os teus lábios; a tua iniquidade foi tirada, e perdoado, o teu pecado." 
A palavra serafim foi traduzida de várias maneiras: "serpente ardente" ou "áspide ardente voadora" enquanto que outros tradutores optam por "seres exaltados ou nobres" 
Ainda há na Bíblia outra menção aos Anjos Serafins, no Livro do Apocalipse 4:6, 7 e 8. Neste último versículo há a citação de que os Serafins glorificam a Deus pronunciando "Santo, Santo, Santo é o Senhor Deus, o Todo poderoso, que era, e que é, e que há de vir".